# Roubaix-Huy
Roubaix-Huy est une course cycliste franco-belge, disputée de 1947 à 1956 entre Roubaix dans le département du Nord et Huy en Wallonie dans la province de Liège.
L'épreuve de 1950 s'est déroulée en deux étapes par un aller-retour Huy-Roubaix-Huy, et celle de 1955 fut attribué aux indépendants exclusivement.
Cette course, organisée par le Sprinter Club Hutois, avait pour objectif de réunir deux villes d'industrie lainière.

## Palmarès
| Année | Vainqueur           | Deuxième              | Troisième            |
| ----- | ------------------- | --------------------- | -------------------- |
| 1947  | Jan Engels          | Edward Peeters        | César Marcelak       |
| 1948  | Désiré Keteleer     | Jacques Geus          | Frans Leenen (nl)    |
| 1949  | Julien Heernaert    | Frans Leenen (nl)     | Jean Bolly           |
| 1950  | Marcel Dupont       | Robert Nolf           | Henri Van Kerckhove  |
| 1951  | Marcel Hendrickx    | Eugène Van Roosbroeck | Charles Van Dormael  |
| 1952  | Robert Vanderstockt | Lode Anthonis         | Jan Storms           |
| 1953  | Karel De Baere      | Alfons Van den Brande | Omer Braeckeveldt    |
| 1954  | Rik Van Looy        | Roger Decock          | Pino Cerami          |
| 1955  | René Vandewalle     | Erio Plassa           | Romain Vanoverberghe |
| 1956  | Frans Gielen        | Jean Pasinetti        | Pierre Machiels      |